# العلاقات الفانواتية النيوزيلندية
العلاقات الفانواتية النيوزيلندية هي العلاقات الثنائية التي تجمع بين فانواتو ونيوزيلندا.

## مقارنة بين البلدين
هذه مقارنة عامة ومرجعية للدولتين:
| وجه المقارنة                                              | فانواتو                                  | نيوزيلندا                                              |
| --------------------------------------------------------- | ---------------------------------------- | ------------------------------------------------------ |
| المساحة (كم2)                                             | 12.19 ألف                                | 268.02 ألف                                             |
| عدد السكان (نسمة)                                         | 276.24 ألف                               | 4.24 مليون                                             |
| الكثافة السكانية (ن./كم²)                                 | 22.66                                    | 15.82                                                  |
| العاصمة                                                   | بورت فيلا                                | ويلينغتون، أوكلاند                                     |
| اللغة الرسمية                                             | اللغة البسلاما، لغة فرنسية، لغة إنجليزية | لغة إنجليزية، اللغة الماورية، لغة الإشارة النيوزيلندية |
| العملة                                                    | فاتو فانواتي                             | دولار نيوزيلندي، الجنيه النيوزيلندي                    |
| الناتج المحلي الإجمالي (بليون دولار)                      | 862.88 مليون                             | 205.85 مليار                                           |
| الناتج المحلي الإجمالي (تعادل القوة الشرائية) بليون دولار | 790.76 مليون                             |                                                        |
| الناتج المحلي الإجمالي الاسمي للفرد دولار أمريكي          | 2.81 ألف                                 |                                                        |
| الناتج المحلي الإجمالي للفرد دولار أمريكي                 | 3.03 ألف                                 |                                                        |
| مؤشر التنمية البشرية                                      | 0.594                                    | 0.914                                                  |
| رمز المكالمات الدولي                                      | +678                                     | +64                                                    |
| رمز الإنترنت                                              | .vu                                      | .nz                                                    |
| المنطقة الزمنية                                           | ت ع م+11:00                              | ت ع م+13:00، ت ع م+12:00                               |

## منظمات دولية مشتركة
يشترك البلدان في عضوية مجموعة من المنظمات الدولية، منها:
| علم المنظمة | اسم المنظمة                        | تاريخ انضمام فانواتو | تاريخ انضمام نيوزيلندا |
| ----------- | ---------------------------------- | -------------------- | ---------------------- |
|             | يونسكو                             | 10 فبراير 1994       | 4 نوفمبر 1946          |
|             | مؤسسة التمويل الدولية              | 28 سبتمبر 1981       | 31 أغسطس 1961          |
|             | بنك التنمية الآسيوي                | 1981                 | 1966                   |
|             | منظمة حظر الأسلحة الكيميائية       | ?                    | ?                      |
|             | مؤسسة التنمية الدولية              | 28 سبتمبر 1981       | 1 أكتوبر 1974          |
|             | منظمة التجارة العالمية             | ?                    | ?                      |
|             | وكالة ضمان الاستثمار متعدد الأطراف | 27 يوليو 1988        | 22 أبريل 2008          |
|             | الاتحاد البريدي العالمي            | ?                    | ?                      |
|             | الاتحاد الدولي للاتصالات           | 30 مارس 1988         | 3 يونيو 1878           |
|             | الأمم المتحدة                      | 15 سبتمبر 1981       | 24 أكتوبر 1945         |
|             | البنك الدولي للإنشاء والتعمير      | 28 سبتمبر 1981       | 31 أغسطس 1961          |
|             | المنظمة الهيدروغرافية الدولية      | ?                    | ?                      |
|             | دول الكومنولث                      | ?                    | ?                      |

## وصلات خارجية
- موقع وزارة الخارجية النيوزيلندية